# Гексахлоромолибдат(III) калия
Гексахлоромолибдат(III) калия — неорганическое соединение,
двойная соль молибдена, калия и соляной кислоты
с формулой K3MoCl6,
кирпично-красные кристаллы,
растворяется в воде.

## Получение
- Электролиз раствора молибденовой и соляной кислот, при пропускании углекислого газа c последующих добавлением хлорида калия:

{\displaystyle {\mathsf {4H_{2}MoO_{4}+12HCl+12KCl\ {\xrightarrow {e^{-}}}\ 4K_{3}MoCl_{6}+10H_{2}O+3O_{2}}}}

## Физические свойства
Гексахлоромолибдат(III) калия образует кирпично-красные кристаллы
моноклинной сингонии,
пространственная группа P 21/c,
параметры ячейки a = 1,2731 нм, b = 0,7534 нм, c = 1,2160 нм, β = 108,66°, Z = 4.
Растворяется в воде.